# アグラオネマ
アグラオネマは（学：Aglaonema）サトイモ科に含まれる属の一つ。または、アグラオネマ属に含まれる植物の総称。リョクチク属とも呼ばれる。

## 特徴
南アジア、東南アジア、東アジア南部が自生地及び原産地の多年草である。観葉植物として親しまれ、赤や桃色、灰色などの斑入りや縞模様の入った種、葉色がくすんだ灰色になる種がある。他のサトイモ科の植物と同じく、耐陰性が高く、高温多湿の環境を好む。ただし本属の植物の中には、モツデツム種（A. modestum）の様に耐寒性が多少ある種も確認されている。直立するタイプと匍匐性のあるタイプに大別される。ポトスやシンゴニウム、フィロデンドロン、ポトス属の様につる性の種は確認されていない。花はサトイモ科に多く見られる肉穂花序で、仏炎苞の色は白色。花言葉は「青春の輝き」「スマート」がある。アジアでは、富や幸福を招く縁起物の象徴として栽培されている。

## 栽培方法
植え替えは生育期の6～8月頃に行う。成長期の間は水分を多く吸い上げるので土の乾燥状態が継続しないようにする。耐陰性が高いので通年屋内で栽培しても良い。水槽、ケージ等で栽培すると湿度を保ちつつ管理できるので水切れを防げる。耐寒性には非常に乏しので冬季は10℃程度を下回ると休眠期に入る。更に氷点下になると枯れるので冬季の管理には十分気を付ける。肥料は生育期にあたる4～10月まで与える。休眠期に施肥は必要ない。

## 名称について

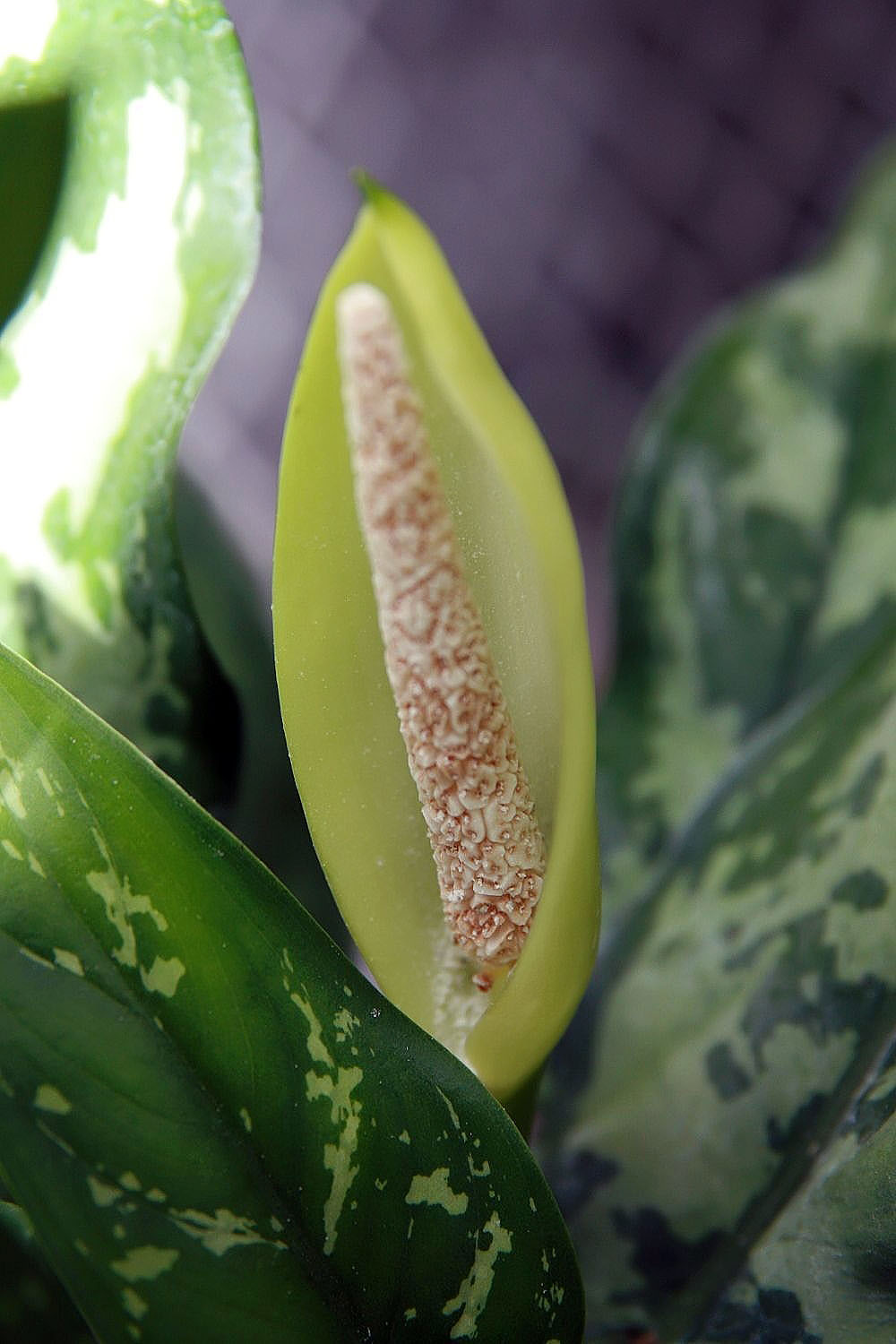
花

属名である Aglaonema の由来は、Aglaoth（輝く）＋Nema（糸）の合成語であり、雄蕊に光沢がみられる事からこの名称になった。

## 下位分類
- 本節では栽培される種を掲載する[1]。アグラオネマ属は20種類程度が認められる属である。参考元はこちら。
- アグラオネマ・コスタツム

　（Aglaonema costatum）
- アグラオネマ・コンムタツム

　（Aglaonema commutatum）
- アグラオネマ・コンムタツム ‘シルバークイーン’

　（Aglaonema commutatum ‘Silver Queen’）
- アグラオネマ・シンプレックス

　（Aglaonema simplex）
- アグラオネマ・モデスツム

　（Aglaonema modestum）
- アグラオネマ・ヴァエリガツム

　（Aglaonema modestum ‘Variegatum’）
- アグラオネマ・モデスツム‘グリーンゴールド’

　（Aglaonema modestum ‘Green Gold’）

## ギャラリー

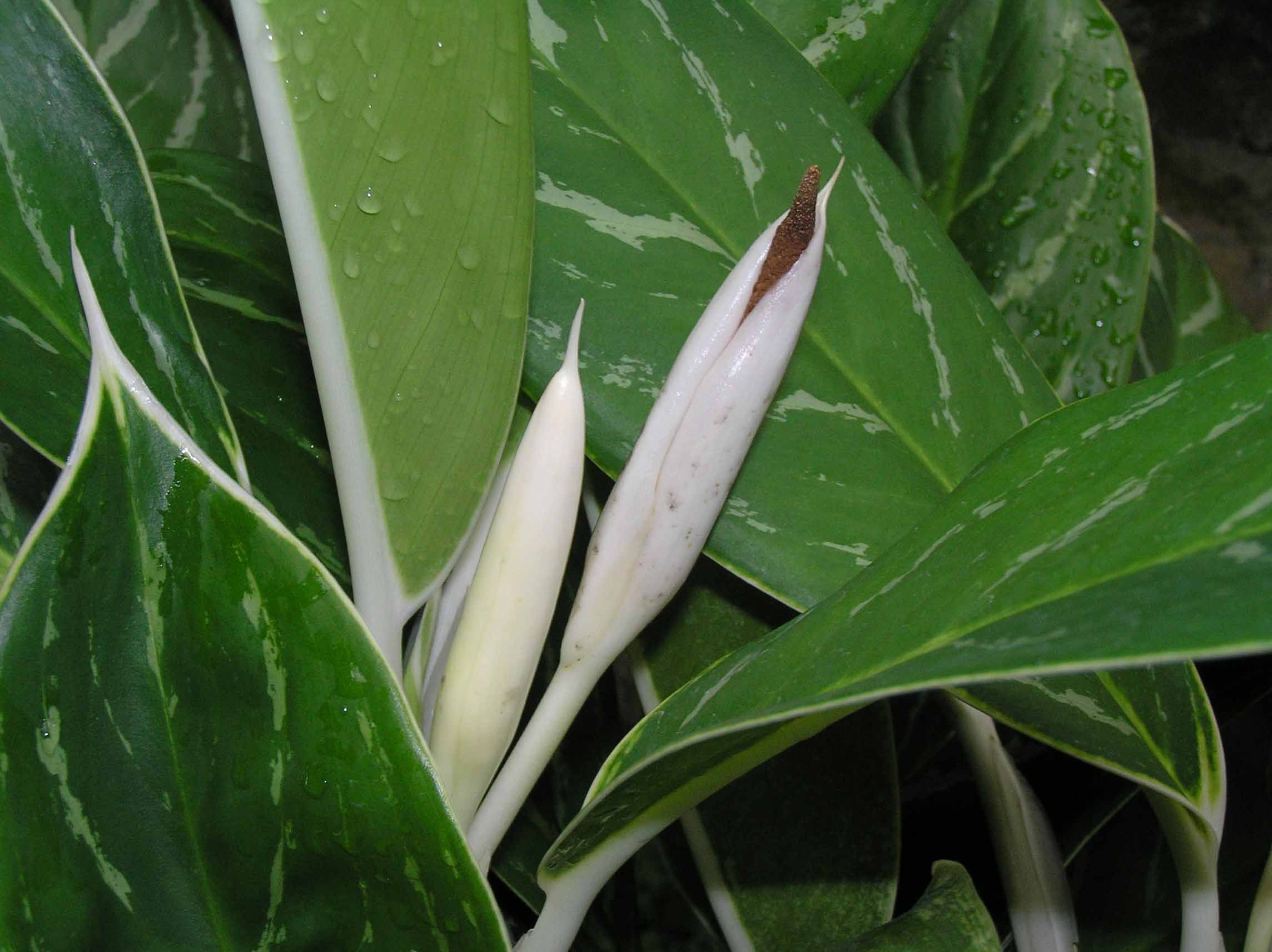
コンムタツム種
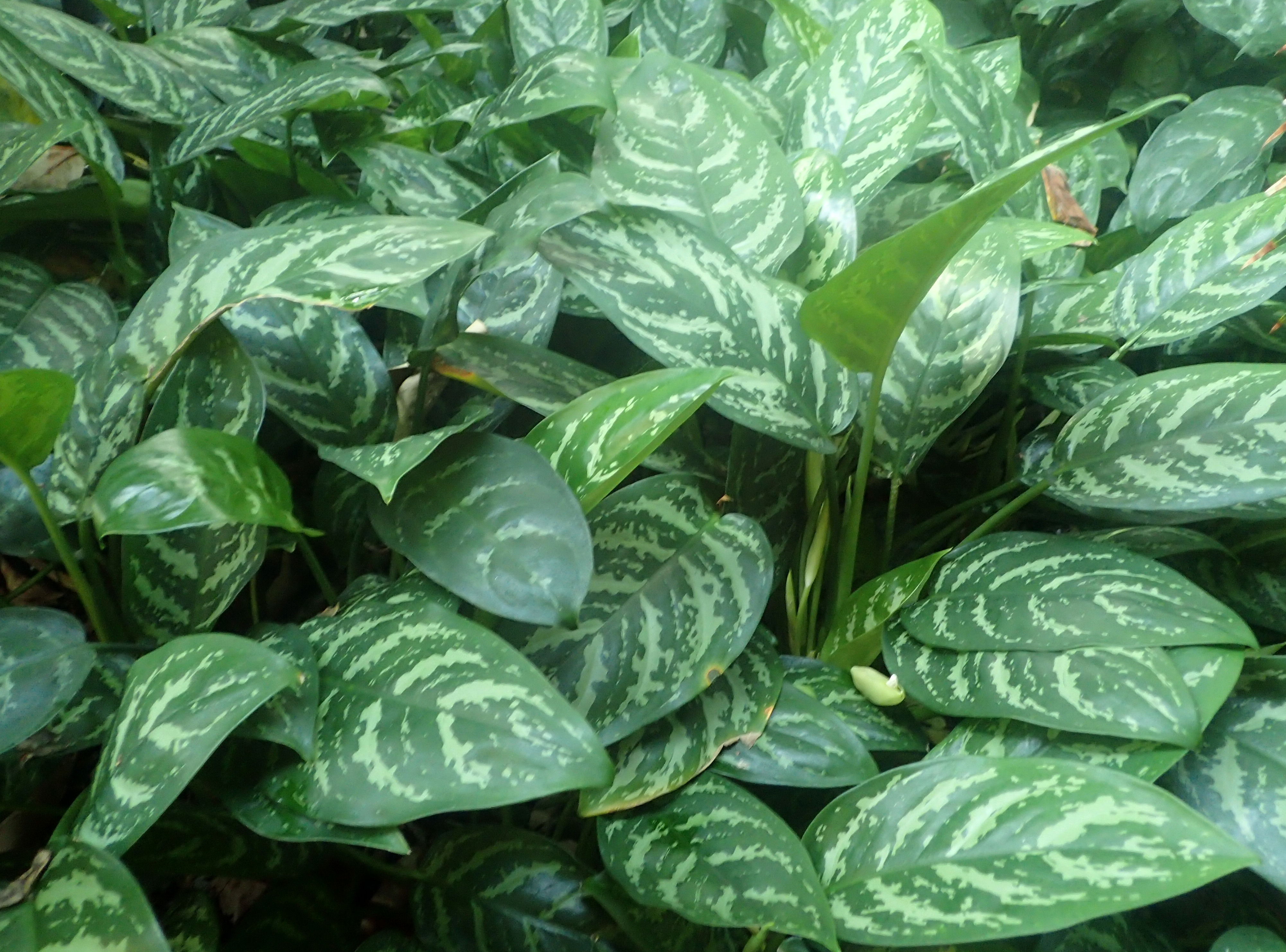
コンムタツム種
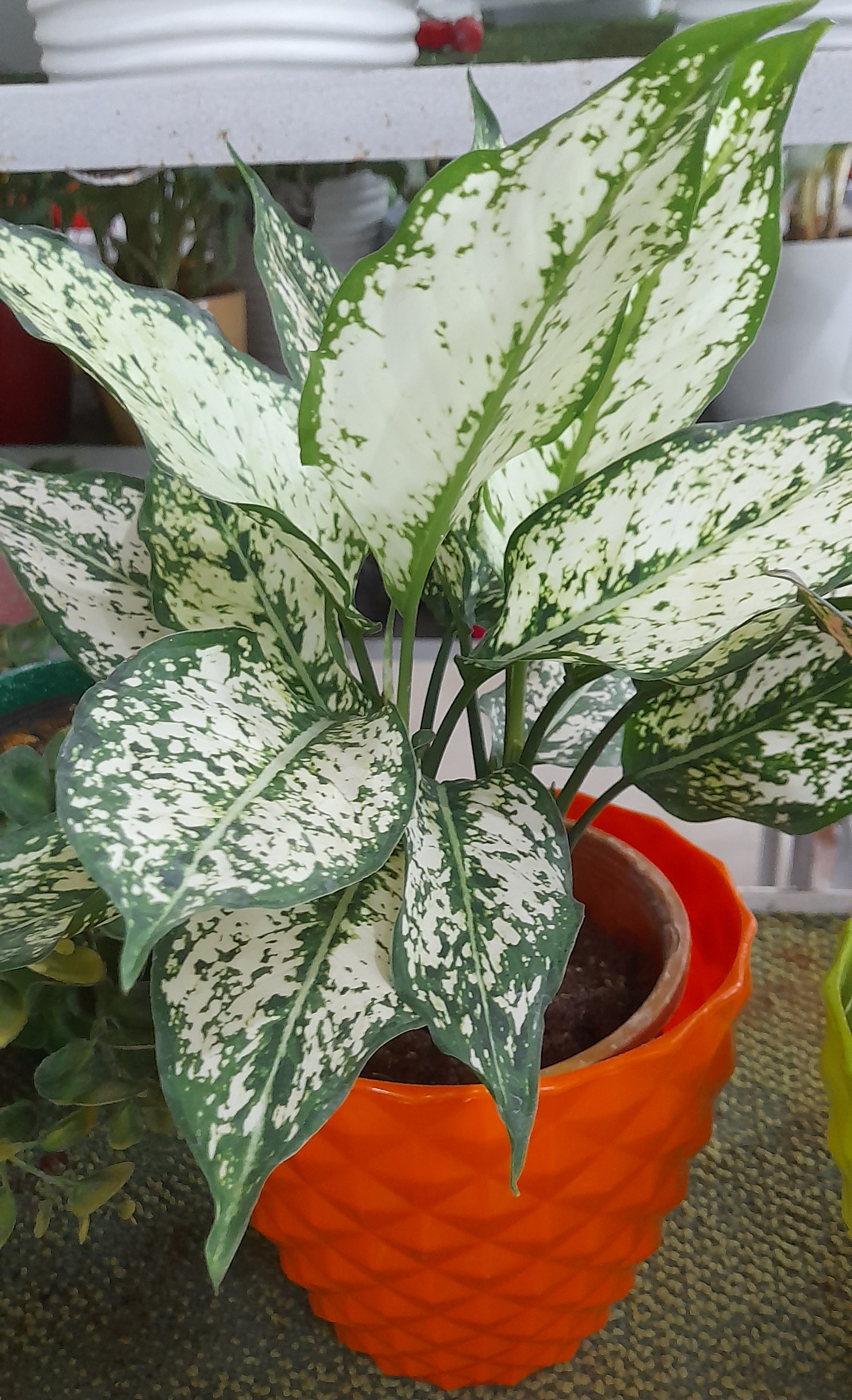
シルバークイーン
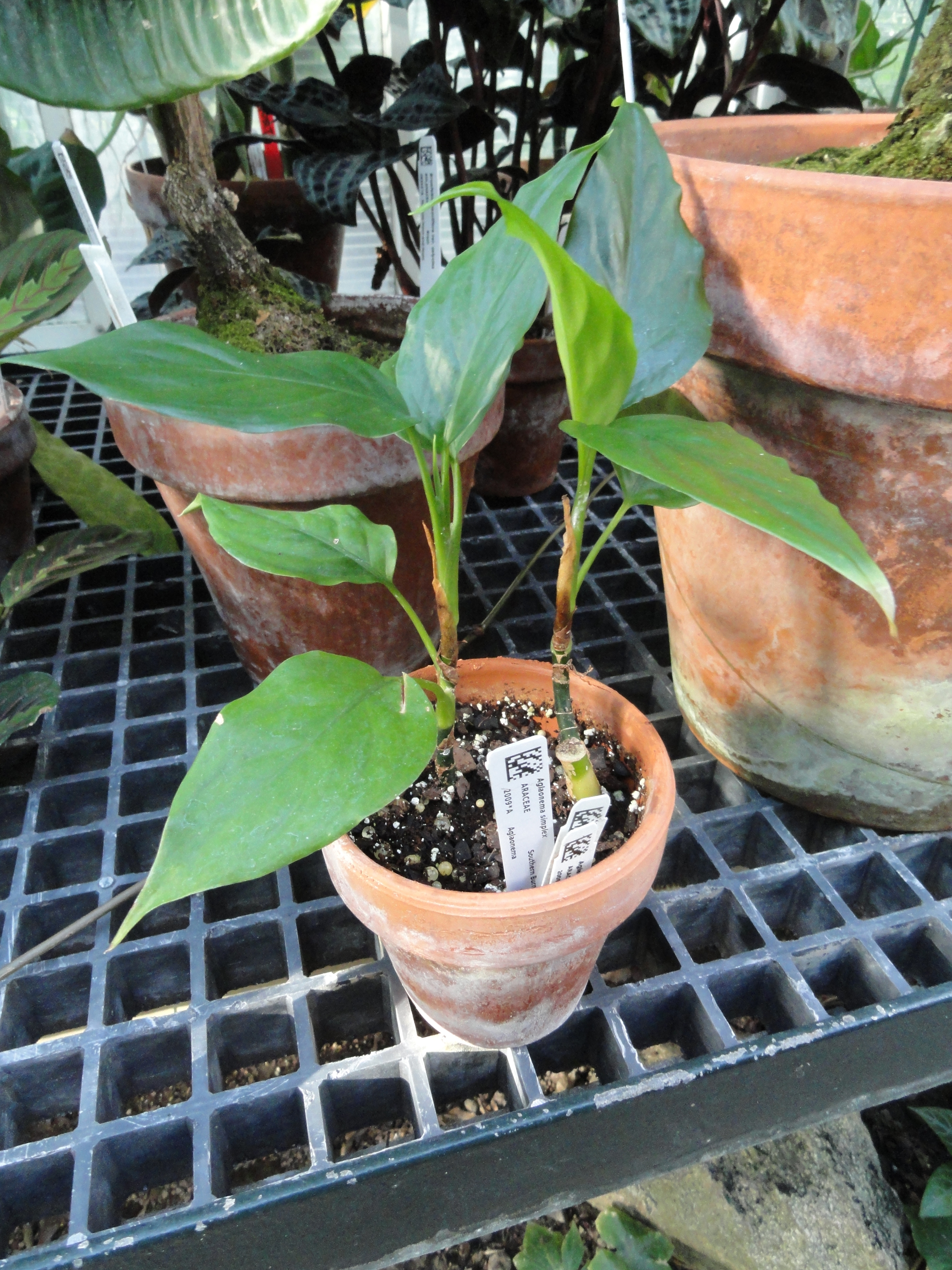
シンプレックス種
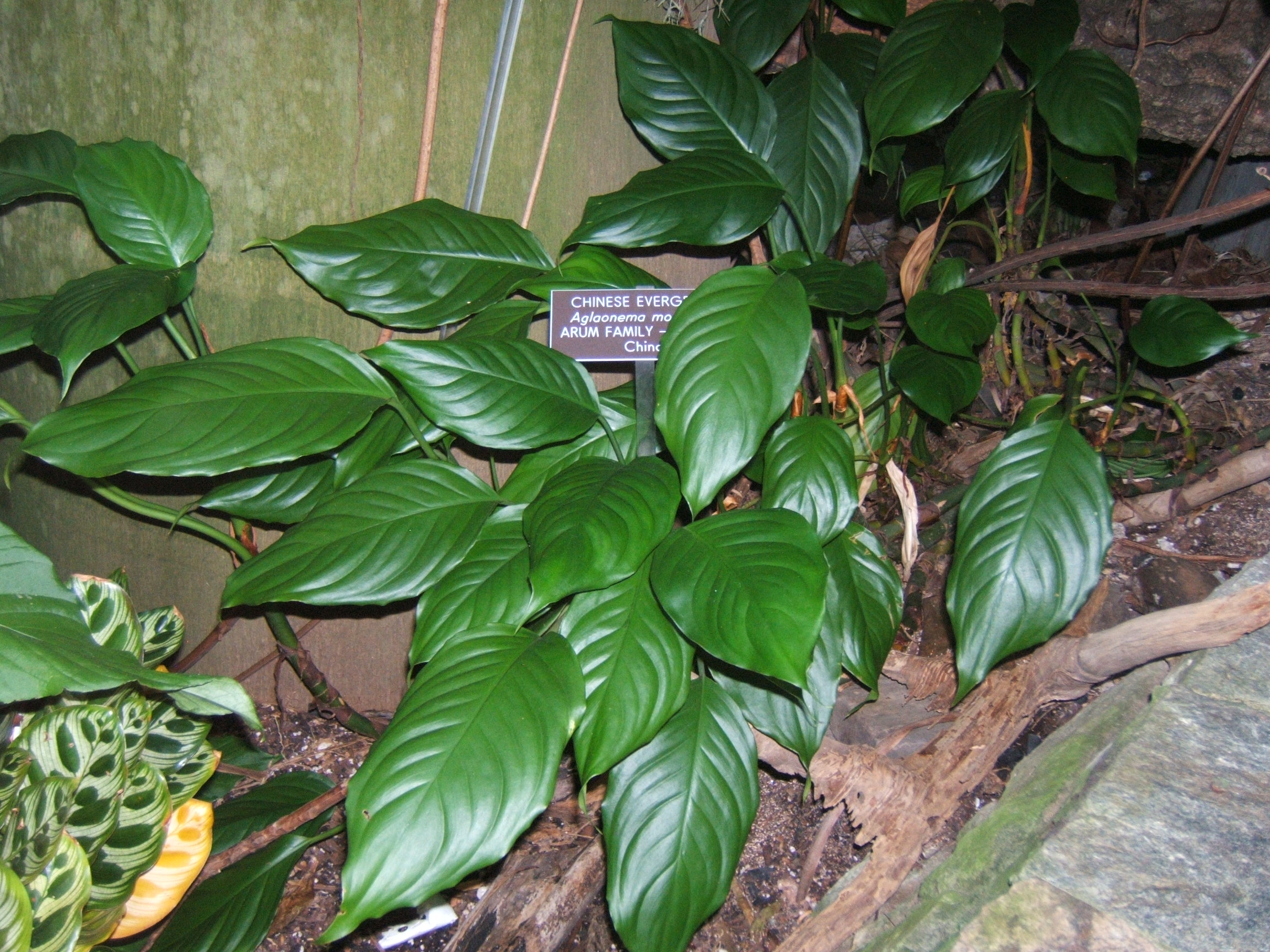
モツデツム種
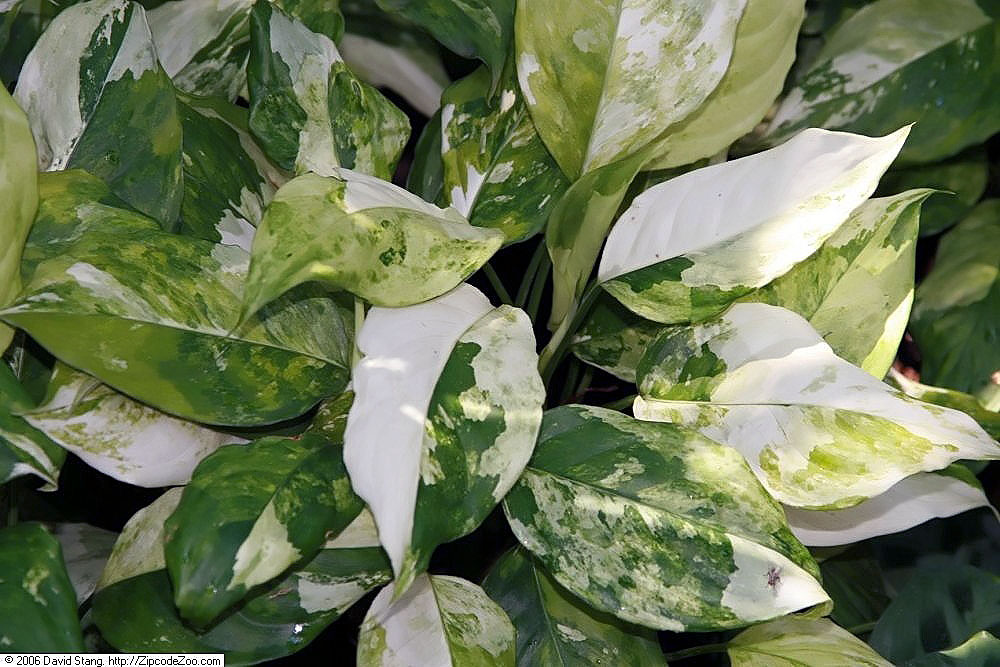
ヴァエツガツム